# Рум'янцев Василь Іванович
Рум'янцев Василь Іванович (1896–1960) — заступник начальника Відділу «А» НКВС СРСР, генерал-лейтенант (1945).

## Ранні роки
Народився в російській сім'ї селянина-середняка. Закінчив 3 класи сільської школи в селі Поріччя Калязинського повіту Тверської губернії. Шаповал валяльної кустарної майстерні села Керзіно Корчевського повіту Тверської губернії з серпня 1910 до червня 1912. Шаповал артілі шаповалів міста Михайлов Рязанської губернії з червня 1912 до серпня 1915. У царській армії рядовий, молодший унтер-офіцер лейб-гвардійського 1-го стрілецького полку на Західному фронті в Царському Селі, рядовий 179-го піхотного полку з серпня 1915 до лютого 1918. Артільник капелюшної майстерні та магазину Барті в Москві з лютого до травня 1918. В РСЧА командир відділення 3-го стрілецького Радянського полку в Москві з травня до вересня 1918 року. В РКП(б) з жовтня 1919.

## В органах
Командир відділення 1-го батальйону військ ВЧК в Москві з 1918 до травня 1919 року, потім комісар кримінального підвідділу Московської ЧК до 1921. Уповноважений з економічних справ, уповноважений з бандитизму, комендант Курської губернської ЧК-ГПУ в 1921–1923. Помічник уповноваженого і співробітник для доручень опервідділу ОГПУ СРСР з 1923 до 1 грудня 1924, комісар активного відділення опервідділу ОГПУ СРСР до 1 грудня 1929 року, комісар 1-го відділення опервідділу ОГПУ до 1 січня 1930, комісар для особливих доручень 5-го відділення опервідділу ОГПУ СРСР до 1 липня 1931, комісар для особливих доручень 4-го відділення опервідділу ОГПУ (ГУДБ НКВС СРСР) до 1 червня 1935. Оперкомісар 4-го відділення опервідділу ГУДБ НВКД СРСР до 15 листопада 1935, співробітник для особливих доручень 4-го відділення опервідділу ГУДБ НВКД СРСР до 22 квітня 1936, помічник начальника 4-го відділення, він же співробітник для особливих доручень опервідділу ГУДБ НКВС СРСР до 1937. Заступник начальника 1-го відділення 1-го відділу ГУДБ НКВС СРСР (НКДБ СРСР) до 25 листопада 1938 року, потім начальник до 17 травня 1943. Заступник начальника 1-го відділу 6-го управління НКДБ СРСР до 9 серпня 1943. Заступник начальника відділу «А» НКДБ СРСР до 21 грудня 1943. Заступник начальника 4-го відділу 6-го управління НКДБ-МДБ СРСР до 15 квітня 1946. Заступник начальника 4-го відділу управління охорони № 2 МДБ СРСР до 19 лютого 1947. Заступник начальника опервідділу ДУО МДБ СРСР до 23 травня 1952. Заступник начальника 2-го відділу управління охорони МДБ СРСР до 14 березня 1953. Звільнений 29 квітня 1953 через хворобу. Пенсіонер з квітня 1953, проживав у Москві.